# ウォルター・ラッセル
ウォルター・ボウマン・ラッセル (1871年5月19日–1963年5月19日) は、彼独自の宇宙論を中心とする多くの仕事を残した。特に、人間の自然な姿と大いなる一なるもの（Universal One)や意識のレベルとの関係について、長年にわたり書き続けた。
彼はアメリカ合衆国の画家、彫刻家、自然哲学者、音楽家、文筆家、そして建設者である。彼の著作や講演内容は、ニューソート運動 の一部と捉えられ、ニューヨークヘラルド・トリビューン紙 は彼を「現代のレオナルド」、 20世紀のルネッサンス人と呼んだ。ラッセルを博学者と考える人もいるが、彼はアカデミー会員ではない。

## 略歴
1871年5月19日、ボストンでノバスコシア（カナダ）からの移民の家に生まれる。9歳半の時に学校をやめて働き始め、その後マサチューセッツ・ノーマル・アート・スクールに入学。四年生の時、一時学業を中断し、三か月間パリ画塾アカデミー・ジュリアンに通う。伝記作家のグレン・クラークはラッセルが師事した四人の芸術家を挙げている。ボストンではアルバート・マンセルとアーネスト・メジャー、フィラデルフィアではハワード・パイル、パリではジャン＝ポール・ローランス。
若き日のラッセルは、小さなオーケストラを率いる教会のオルガン奏者として生計を立てていた。彼が作曲した曲は主にワルツだが、1891年か1892年にボストンで イグナツィ・パデレフスキ（ポーランドのピアニスト）に認められ、のちにニューヨークでも彼によって認められている。
「ラッセル氏は、ベンジャミン・フランクリン以来、自力で最も出世したアメリカ人の一人となった」と評されたことがある。1894年にボストンを去る前に、ラッセルはヘレン・アンドリュース (1874-1953) と結婚し、新婚旅行としてパリを訪れた。また彼にとっては二度目となる、画塾アカデミー・ジュリアンでの滞在もこの時である。
結婚旅行から戻ると、ラッセルと彼の妻はニューヨークに居を構え（1894年）、二人の娘ヘレンとルイーズを儲けた。ラッセルは瞬く間にニューヨークで頭角を現し、1908年には「ラッセル氏はボストンからやって来てすぐに芸術家として大きな成功を収めた」と称された。 
ラッセルはイラストレーターとして、また米西戦争の通信員、子供の肖像画家、建設業者としてキャリアを積んでいた。その様子は当時の『Who's Who in America』（著名人の略歴を記した年鑑の紳士録）のアンケート回答からうかがうことができる。

1900年の寓話的絵画The Might of Agesは各界から広く注目された。トリノ国際博覧会において米国代表として展示され、複数の賞を獲得した。
1903年までにラッセルは三冊の子供向けの本（『The Sea Children』、『The Bending of the Twig』、『The Age of Innocence』）を出版し、作家としても認められ、1902年にはイギリスの作家組織 the Authors Clubへの入会を許され参加している。
ラッセルが建設業者としても頭角を現したのは、価値にして3000万ドルの高品質のコーポラスを建設した時だった。それは、「共同所有という形を、経済的に健全で実用的な原則へと発展させた」と評価された。 ニューヨーク・マンハッタン西67番通りの Hotel des Artistesは彼の傑作である。建築家ジョージ・モルト・ポーランドにより設計されたそのホテルには、ノエル・カワード、イサドラ・ダンカン、ファニー・ハースト、ニューヨーク市長ジョン・V・リンゼイ、アレキサンダー・ウールコット、ノーマン・ロックウェルなど多くの著名人が泊まった。 
1930年代には、IBM社長であったトーマス・J・ワトソンにより、社員のモチベーションを上げるためのスピーカーとして雇われた。ラッセルの講話を聴いたある従業員の手記には、「昨夜のウォルター・ラッセルの話は私が今まで聞いた中で一番素晴らしいものだった。人間の持っている力について、彼は形式張らずに話してくれ、自分の力をより大いに活用しようという意欲がわいた。彼の感動的なメッセージは、そこにいた全員を高めることとなった」と記されている。ラッセルはIBMに12年間勤め、その間彼とワトソンは新しいコンセプトの実用的企業倫理を作り上げた。
56歳の時に彫刻に転じ、トーマス・エジソン、マーク・トウェイン、マッカーサー元帥、ジョン・フィリップ・ソウサ、オスィップ・ガブリロウィッチ、チャールズ・グッドイヤー、ジョージ・ガーシュインなどの肖像として胸像を制作した。  彼はマーク・トウェインの彫像 (1934年) と、フランクリン・D・ルーズベルト大統領が提唱した四つの自由を表す彫刻（Four Freedoms Monument） (1943年) を依頼された。
ラッセルは、1927年にthe Society of Arts and Sciencesの代表に選出され、「The Science of Man」運動のリーダーとなった。七年間の在職期間中にニューヨークタイムス紙に多くの記事を投稿し、the Society of Arts and Sciencesより金メダルを受賞、社会的にも高く評価された。
第二次世界大戦が近づいてくるころには、ラッセルはカーネギーホール最上階のスタジオで独り生活を始めた（妻ヘレンとは疎遠になり、ヘレンはコネティカットに別居していた)。 当時彼は「四つの自由」像の鋳造を監督していたが、彼の人生の低迷期であった。彼には肉体及び精神の再生が必要だった。ラッセルはこのころ、「エゴティズムと激しい自我強化」に悩まされていた。

## ラッセルの宇宙論
1921年5月、ラッセルは大きな変容を伴う天啓を受けた。この体験について彼は、1950年版のホームスタディコースの中の一章「The Story of My Illumining（私の覚醒体験について）」において語っている。"（天啓を受けている）その間、私は全ての動きとは何であるかを認識し、そして全く新しい形であらゆる物事を理解した。" ラッセルは、リチャード・モーリス・バック博士がその著『Cosmic Consciousness（宇宙の意識）』 で使用している用語を使い、この「Cosmic illumination（宇宙的覚醒）」の現象を説明している。その後、彼は"今まで覚醒体験を経験して、それを説明できた人はいない。だから、それを伝えるのは私の使命"と記している。 この天啓によってラッセルが知りえた宇宙の成り立ちは、1949年に出版された彼の二巻からなる書作『The Divine Iliad（神の儀式）』に書かれているテーマである。
5年間の準備を経て、彼は理論物理学分野への挑戦を始めた。彼は天啓によって知りえた新しい宇宙の仕組みに関する知識を、『The Universal One』(1926) および『The Russell Genero-Radiative Concept』(1930) で発表した。また、1930から1931年にかけて、ニューヨークタイムスにおいても自身の主張を保護する形で展開した。
科学者たちとの論争から、ラッセルの宇宙論に、引力と放射力からなる「二方向の宇宙論」というキャッチフレーズが生まれた。「引力と放射力は反対の圧力条件であり、それらはお互いを与えあいながら永遠に打ち消し合っている」と彼は主張する。 ラッセルの理論はさらに発展し、『The Secret of Light』(1947) と『A New Concept of the Universe』(1953) の二作の著書で発表された。
ラッセルの宇宙論は宇宙に関する新しいコンセプトで、物質とエネルギーの関係および電気と磁気の関係を説明している。 また、創世のプロセス、原子構造や恒星系の性質、宇宙を支配している自然法則（打ち消し合いの原理、周期性、バランスの法則など）、そして神や宇宙と人間の関係をも論じている。 1930年にラッセルの宇宙論を学んだエンジニアはこう述べている。「ラッセル理論が正しければ非常に有意義なものだ。彼は、物質とはたった一つしか存在しないこと、各元素が示している違いは物質的な違いでなく、（そのたった一つの物質の）運動の大きさ（広がり）の違いでしかないことを示している。つまり、ラッセルの理論が正しければ、原子核変換も現実のものとなる」
ラッセルは、「科学の致命的な過ち」は、「創造主を創世から排除していることだ」と述べている。 ラッセルは擬人化された神については決して語っておらず、その代わりに「神とは目に見えず、動かず、性別もなく、分割することができない、そして無条件に注がれるマインドの白い磁気の光」と書いている。 そのマインドの白い磁気の光は、すべてのものをつなぎとめている。彼はまた、「神とは実験室でも確認できるものだ。人が磁気と呼ぶ、静止していてその存在を確認できる光こそ、神たる光なのだ」とも書いている。 彼は、ニューエイジにおいて宗教と科学が一体となるべきだと主張した。

## ラオ・ラッセルと共に　バージニア州スワナノアにて（1948-1963）
1946年、デイジー（クック）・ステビングという女性からの電話でラッセルの生活は一変した。デイジーはイングランドからの移民で、ボストン在住の元モデルであり女性実業家であった。彼女はグレン・クラークが書いたウォルターの伝記『The Man Who Tapped the Secrets of the Universe（宇宙の秘密をつかんだ男）』を読んでいた。1948年、ウォルターは77歳にして最初の妻と離婚し、44歳のデイジー・ステビングと結婚した。これは一部の物議を醸した。デイジーはラオ（中国の古代思想家老子（発音：ラオ・ツィー）にちなんでいる）と改名した。彼らは仕事場と博物館を兼ねることができる場所を探して、山野を横断する自動車旅行に乗り出した。彼らは、バージニア州ウェインズボロの郊外にある山頂に放置されていた、鉄道王の宮殿のような大邸宅スワナノアを見つけた。 その邸宅は売りに出されてはいなかったが、彼らは50年間のリースで借り受けた。
そこで彼らは博物館とウォルター・ラッセル財団を設立し、1957年にバージニア州から通信制の大学であるUniversity of Science and Philosophyを創設する認可を得た。ウォルターとラオ・ラッセルは共同で複数の著書を著している。その頃行われた原子爆弾の実験に危惧し、それに異議を唱える『Atomic Suicide?』という本を1957年に出版した。その中で彼らは、放射能が燃料として利用された場合、地球と人類に重大な危機をもたらすと警告した。 1963年の核実験禁止条約は核の脅威を軽減したが、依然として放射性物質が生命にとって致命傷となる重大な問題だと主張した。ウォルター・ラッセルは1963年に生涯を閉じたが、その直前まで精力的に仕事をした。ラオは1988年に亡くなっている。  University of Science and Philosophyは1998年にスワナノアを離れたが、ウォルターとラオの著書は今でも売れ続け、世界中で読まれている。

## 『The Secret of Light（光の秘密）』
ラッセルは1947年に「光というものの秘密の中に、まだ人類が知らないことが膨大に存在している。光こそがすべてである」と書いている。「科学は現在光を白熱する太陽の波動と微粒子として考えているが、もし真に光というものを理解したら、そこから新しい文明が生まれてくるだろう」「光の真の姿を明らかにすることは、来るべきニューエイジの人々がより真理を理解するための大切な遺産となるだろう」『The Secret of Light』が出版されたとき、有名な歴史家フランシス・トレベリアン (1877-1959) は称賛の手紙を送った。「この小さな本に、非常に偉大な考えが記されている。ウォルター・ラッセルは、これまで科学が避けてきた部分について、勇気とビジョンをもって取り組んでいる。」

## ラッセルとニューエイジ
1970年代に起こったニューエイジ運動とウォルター・ラッセルが言及するニューエイジとは関係がないと考えられる。ラッセルはニューエイジという言葉を1932年当初から使っている。『The Universal One』（1926年出版）のパンフレットにおいて、ジョン・ディットモアの質問への回答の中で使用している。1943年の『The Cosmic Plan』（未出版）の原稿、1949年の『the Divine Iliad II（神の儀式第二巻）』の257ページ、1953年2月の『The New Concept of the Universe』などでもニューエイジという用語を使っている。彼は宗教と科学の融合の結果として人と人の関係に一つのニューエイジがもたらされることを予見しており、「新しい変容された世界がゆっくりと人類の前にその姿をあらわにする」と述べている。
ラッセルの考えは、リチャード・モーリス・バックの「人類はその肉体のみならず意識も進化している。意識の進化には段階があり、周期的に大飛躍を繰り返している。例えば、数千年前の、動物の意識から合理的で自己認識のできる意識へ飛躍した時などが挙げられる」という説に基づいている。 ラッセルは、人類全体はまさに次の意識の大飛躍に差し掛かっていると信じていた。それは、バックによると、合理的な自己意識から、スピリチュアルな超意識への飛躍で、過去2500年の間に聖人や芸術家、天啓を受けた人のみが体験してきた飛躍である。 仏陀、孔子、老子、モハメッド、名も知れないバガバッドギータの著者、モーゼ、イエス、ゾロアスター、レオナルド・ダ・ヴィンチ、シェイクスピア、ミケランジェロ、エマソン、エディ、ホイットマンなど。「これら少数の賢人たちが存在しなければ、人類は依然動物の意識のままだったであろう。」
1947年から48年にかけて、ラッセルは記している。「ニューエイジは世界を認識する新しい考え方の夜明けである。この新しい考えは、人間一人ひとりの価値を重んじる新しい宇宙のコンセプトである。人類はまさに、すべての人類は一つであり、その一なるものは単なる抽象的な思想ではなく現実のものであるとわかりつつある。誰かの痛みはすべての人の痛みであること、また逆に誰かの喜びはすべての人の喜びであることを、人類は認識し始めている」 彼は、ラッセルの宇宙論を学んだ学生は、ニューエイジを花咲かせる種であると主張していた。

## ウォルター・ラッセルの残したもの
ラッセルの宇宙論は自然哲学であり、私たちが考える科学ではない。しかし、それは科学を変える考え方である。またラッセルは神学者でもないが、彼の宇宙論は宗教をも変える考え方である。 英国の物理学者オリバー・ロッジ卿は書いている（1929年）。「将来、目に見える物質だけでなく、科学がまだ踏み込んでいない領域のことが明らかになるだろう。そこは、画家や詩人、哲学者や聖人などがはるかな遠くから探求を続け、そしておそらく無意識に掴み取っていた領域だ」 同様に、1930年代のラッセルの同僚であるフリードリッヒ・ゴットリーベ・ブリンガー (1872-1948) も、「もし呼びたいならばラッセルを夢想家と呼んでもよい。しかし結局のところ、我々は夢想家を信じざるを得ない。彼らがいなければ現実主義者の進歩はありえず、人類はいまだ原始的なままだったであろう」

## 書籍
- The Sea Children, 1901
- The Bending of the Twig, 1903[41]
- The Age of Innocence, 1904[42]
- The Universal One, 1926
- The Russell Genero-Radiative Concept or The Cyclic Theory of Continuous Motion, L. Middleditch Co., 1930
- The Secret of Light, 1st ed., 1947, 3rd ed., Univ of Science & Philosophy, 1994, ISBN 1-879605-44-9

- The Message of the Divine Iliad, vol. 1, 1948, vol. 2, 1949
- The Book of Early Whisperings, 1949
- The Home Study Course, (with Lao Russell), 1st ed., 1950–52
- Scientific Answer to Human Relations, (with Lao Russell), Univ of Science & Philosophy, 1951
- A New Concept of the Universe, Univ of Science & Philosophy, 1953
- Atomic Suicide?, (with Lao Russell), Univ of Science & Philosophy, 1957
- The World Crisis: Its Explanation and Solution, (with Lao Russell), Univ of Science & Philosophy, 1958
- The One-World Purpose, (with Lao Russell), Univ of Science & Philosophy, 1960

死後に出版された書籍:
- Think: The First Principle of Business Ethics, Univ of Science & Philosophy, 2nd ed., 2003, ISBN 1-879605-73-2

- Your Day and Night, (excerpt from The Message of the Divine Iliad), Univ of Science & Philosophy, 1993, ISBN 1-879605-09-0

- The Sculptor Searches for Mark Twain's Immortality, (talk given 1934), Univ of Science & Philosophy, 1991, ISBN 1-879605-31-7

- The Electric Nature of the Universe, (talk given 1936), Univ of Science & Philosophy, 1991, ISBN 1-879605-00-7

- Space and the Hydrogen Age, (talk given 1939), Univ of Science & Philosophy, 1989
- The Immortality of Man, (talk given 1944), Univ of Science & Philosophy, 1991, ISBN 1-879605-33-3

- The Fifth Kingdom Man, (talk given 1946), Univ of Science & Philosophy, 1991, ISBN 1-879605-01-5

- Genius Inherent In Everyone, (talk given 1946), Univ of Science & Philosophy, 1994, ISBN 1-879605-36-8

- The Secret of Working Knowingly with God, (talk given 1946), Univ of Science & Philosophy, 1993, ISBN 1-879605-38-4

- The Self Multiplication Principle, (talk given 1946), Univ of Science & Philosophy, 1993, ISBN 1-879605-39-21-879605-39-2

- The Meaning and Acquisition of Wealth, (talk given 1946), Univ of Science & Philosophy, 1993, ISBN 1-879605-41-41-879605-41-4

- The Dawn of a New Day in Human Relations, (talk given 1951), Univ of Science & Philosophy, 1991, ISBN 1-879605-32-51-879605-32-5

- Caring for Your Physical & Spiritual Health, (talk given 1951), Univ of Science & Philosophy, 1994, ISBN 1-879605-40-61-879605-40-6

- The Quest of the Grail, (unfinished manuscript), Univ of Science & Philosophy, 1991, ISBN 1-879605-02-31-879605-02-3

- Where Do I Go When I Die, (with Lao Russell), (excerpts from other books), Univ of Science & Philosophy, 1992, ISBN 1-879605-37-61-879605-37-6

- The Electrifying Power of Man-Woman Balance, (with Lao Russell), (is the same as The One-World Purpose except 2 projects at the end of the book are missing), Univ of Science & Philosophy, 1988

## 発展参考資料
- Clark, Glenn, The Man Who Tapped the Secrets of the Universe, Univ of Science & Philosophy, 1989 ISBN 1-879605-07-4. 2013 Digital Edition

- Binder, Timothy A., In the Wave Lies the Secret of Creation, (contains many unpublished drawings of Walter Russell), Univ of Science & Philosophy, 1995, ISBN 1-879605-45-7

- Hardy, Charles W., A Worthy Messenger: The Life's Work of Walter Russell, Cosmic Books, 2011. ISBN 978-0-692-01400-4

- Yount, Joseph Bryon III, Remembered for Love, Charlottesville, Virginia:  Howell Press, 2004. ISBN I-57427-153-9